# Mellicta cinnamomea
Mellicta cinnamomea är en fjärilsart som beskrevs av Vorbrodt och Müller-rutz 1917. Mellicta cinnamomea ingår i släktet Mellicta och familjen praktfjärilar. Inga underarter finns listade i Catalogue of Life.